# Federal Triangle (metropolitana di Washington)
Federal Triangle è una stazione della metropolitana di Washington, situata sul tratto comune delle linee blu, arancione e argento. Si trova sulla 12ª strada, tra Constitution Avenue e Pennsylvania Avenue, nella zona detta Federal Triangle, che contiene diversi edifici del governo federale (tra cui le sedi del Dipartimento del Commercio, del Dipartimento di Giustizia, dell'Internal Revenue Service e dell'Agenzia per la protezione dell'ambiente).
È stata inaugurata il 1º luglio 1977, contestualmente all'apertura della linea blu.
La stazione è servita da autobus del sistema Metrobus (anch'esso gestito dalla WMATA), da autobus della Maryland Transit Administration e della Potomac and Rappahannock Transportation Commission e dal DC Circulator.